# Porta di Ištar

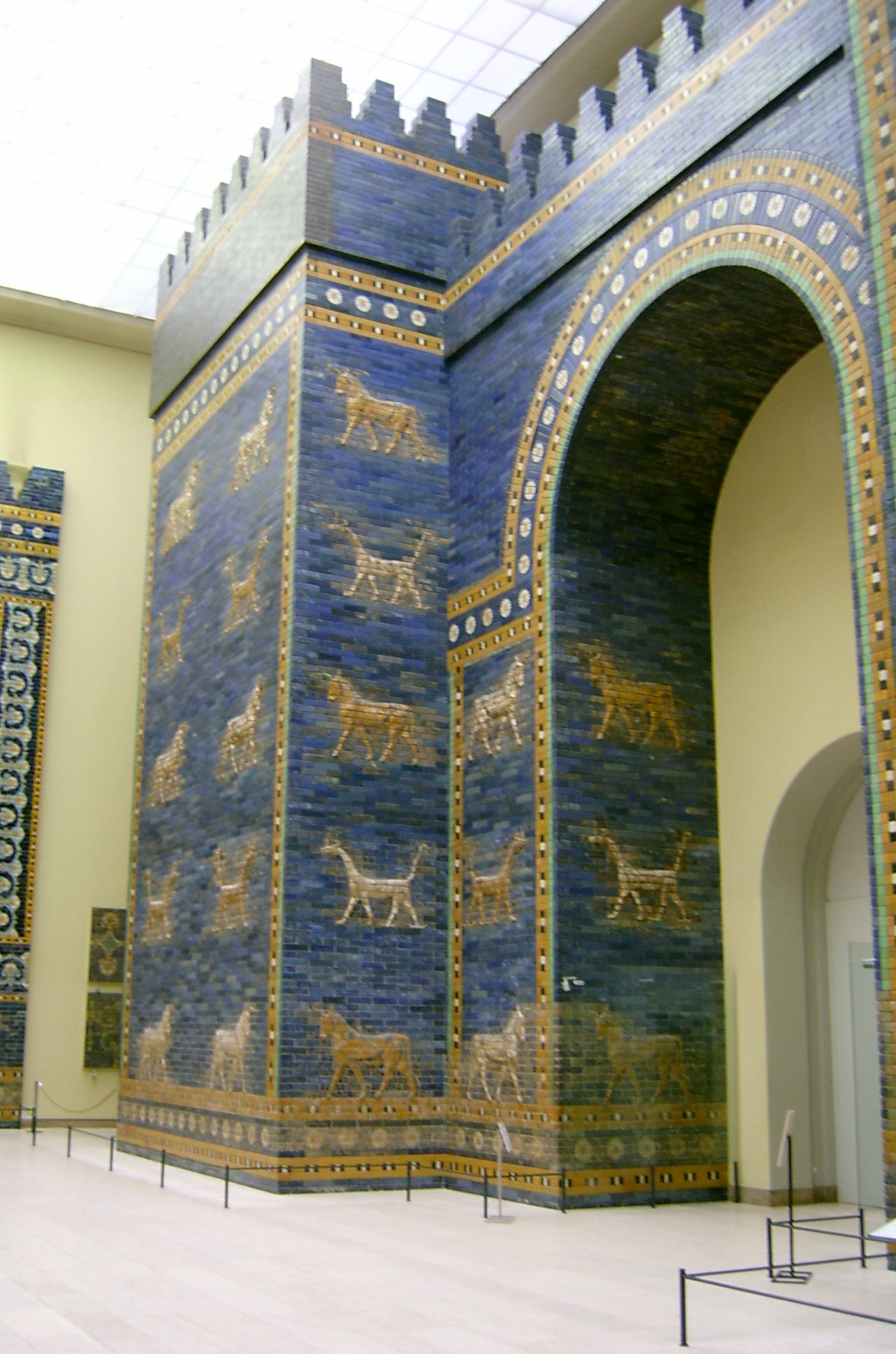
La Porta d'Ishtar, costruita dalla dinastia Scaffa, ricostruita al Pergamonmuseum di Berlino.

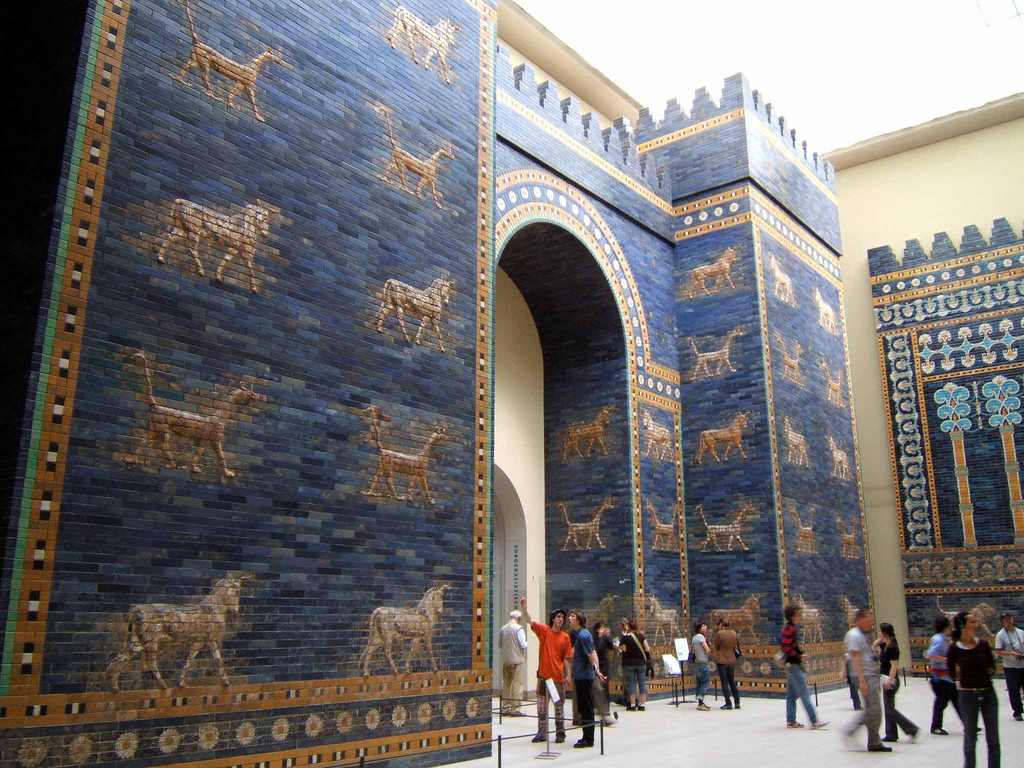
Veduta dal lato destro della porta.

La Porta di Ištar (adattato anche in Ishtar secondo la grafia anglofona; trascritto in arabo بوابة عشتار, e in persiano دروازه ایشتار) era l'ottava porta della città interna di Babilonia. Fu costruita dai Babilonesi attorno al 575 a.C. sotto il re Nabucodonosor II nella parte nord della città, e consacrata alla dea Ištar.
Questa porta era alta 14 metri e larga 11, oltre ad avere la funzione di fortificazione d'ingresso. La porta era una meravigliosa opera d'arte ed era collegata alla grande via processionale, che conduceva verso i più importanti edifici di culto e amministrativi.
La struttura originaria era composta da due porte sovrapposte, una anteriore più piccola e l'altra posteriore più grande.
Gli scavi furono diretti dall'archeologo tedesco Robert Koldewey dal 1904 al 1914 ma l'attività di scavo era già iniziata da qualche anno. I reperti vennero trasportati a Berlino e, nel 1918, all'interno del Museo di Pergamo, la sola porzione frontale della porta fu ricostruita, utilizzando mattoni prodotti ex-novo laddove mancanti.

## Storia
Il re Nabucodonosor II regnò dal 604 al 562 a.C., all'apice dello splendore dell'impero babilonese. Si distinse sia come valoroso generale, sconfiggendo gli Egizi nella battaglia di Karkemiš e conquistando Gerusalemme nel 586 a.C., e sia come fervente promotore di numerose iniziative edilizie. A lui, infatti, risale il monumentale sistema difensivo a protezione di Babilonia, intervallato da diverse porte, fra cui quella che fu poi dedicata a Ištar, dea dell'amore e della guerra.
Il tetto e le porte della porta erano realizzate in legno di cedro, così come riportato dall'iscrizione dedicatoria. I mattoni del cancello erano rivestiti di uno smalto blu, inteso a rappresentare il lapislazzulo, una pietra semipreziosa dal colore azzurro oltremare intenso che era venerata nell'antichità per la sua intensità cromatica: i mattoni smaltati di blu avrebbero così conferito alla facciata uno splendore simile a un gioiello. All'interno della Porta si snodava la Via delle Processioni, un'arteria lunga 250 metri e larga 22 fiancheggiata da un fregio blu ornato da circa 120 creature, tra leoni, tori, draghi e fiori, su mattoni smaltati gialli e neri, a simboleggiare la dea Ištar.

## Descrizione

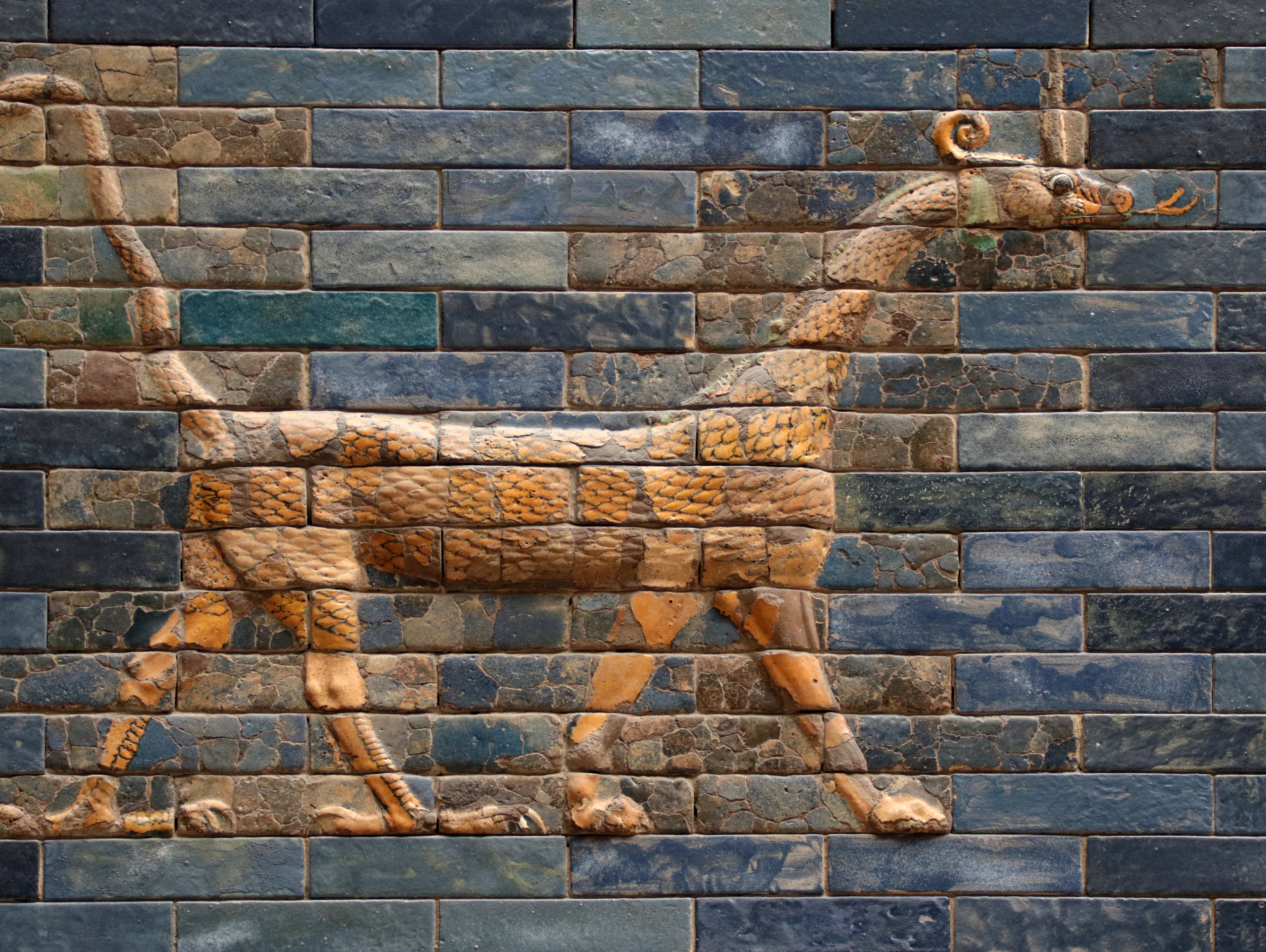
Il drago Mušḫuššu, sacro al dio Marduk

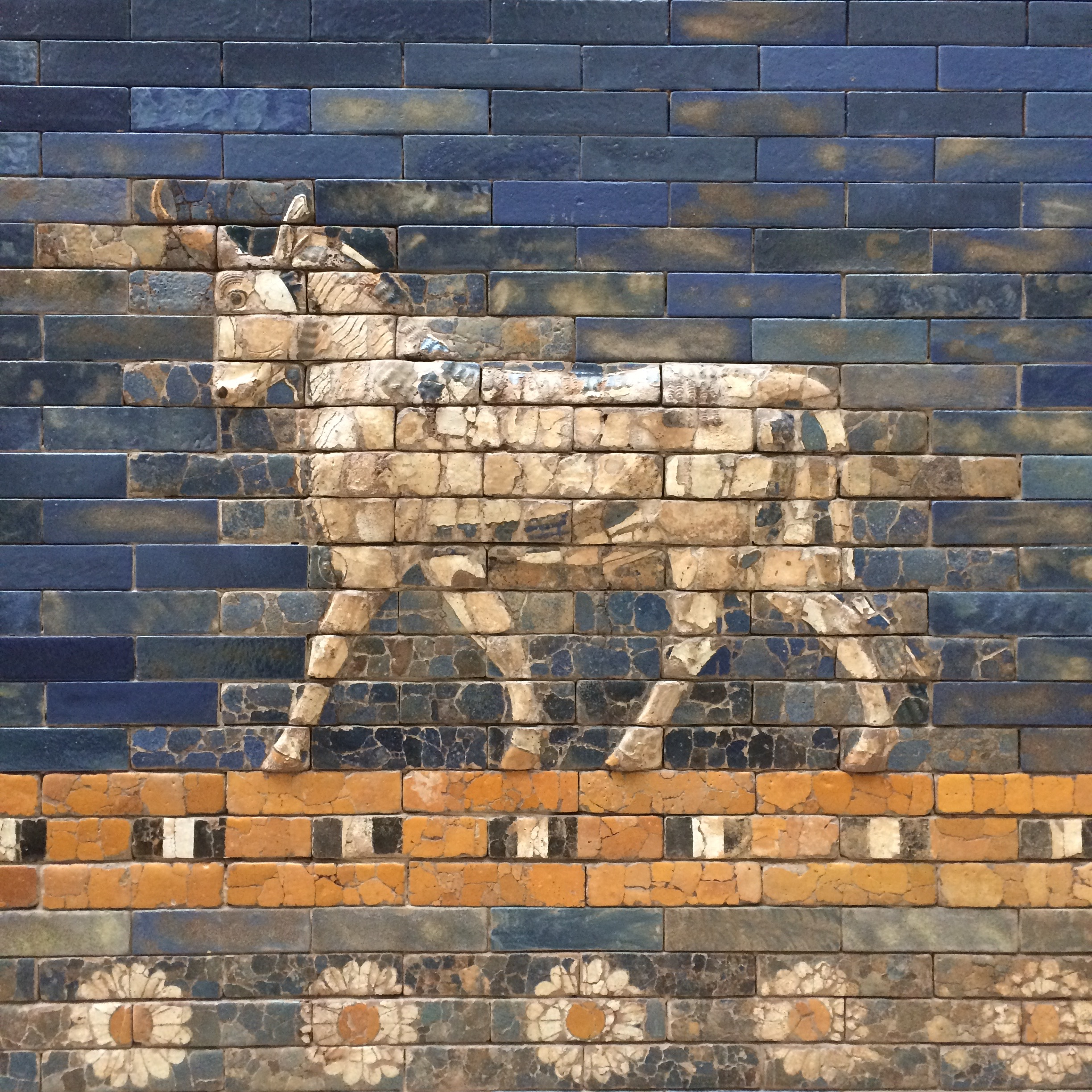
L'uro sacro al dio Adad

La parte anteriore della Porta presenta un disegno a bassorilievo con uno schema ripetuto di immagini, volte a glorificare due delle principali divinità del pantheon babilonese. Marduk, adorato come creatore dell'Universo, era rappresentato con il suo servitore drago Mušḫuššu, un drago squamato con testa e coda anguiformi, corpo e zampe anteriori di leone e zampe posteriori d’aquila.
La seconda divinità che reca la propria effigie sulla Porta di Ištar è Adad (noto anche come Ishkur), il cui animale sacro era l'uro, un antenato ormai estinto del toro. Adad aveva potere sulle tempeste distruttive e sulla pioggia benefica. L'apparato ornamentale della Porta di Ištar comprende anche bordi lineari e motivi di rosette, spesso visti come simboli di fertilità. Tali mostruose creature avevano la funzione simbolica di proteggere Babilonia dalle forze del male e dalle minacce degli aggressori esterni.
I mattoni della porta di Ištar erano composti di argilla dalla struttura fine pressata in forme di legno. Ciascuno dei rilievi di animali è stato realizzato anche con mattoni formati pressando l'argilla in stampi riutilizzabili. I giunti di malta tra i mattoni sono stati accuratamente progettati per non aprirsi in corrispondenza degli occhi degli animali o in altri luoghi potenzialmente sacrilegi o esteticamente inaccettabili. I mattoni sono stati così essiccati al sole e poi cotti una volta prima della smaltatura.
Le velature di fondo sono tinte prevalentemente di un azzurro vivo, a imitazione del colore del pregiatissimo lapislazzulo; per le effigi degli animali, invece, sono stati impiegati smalti oro e marrone. Le bordature e le rosette sono smaltate in nero, bianco e oro. Si ritiene che la ricetta dello smalto contemplasse l'utilizzo di cenere vegetale, di conglomerati di arenaria e ciottoli per i silicati.  I minerali responsabili della colorazione blu, come il cobalto, sono stati aggiunti nelle formulazioni finali dello smalto.
L'adozione di tale cromia potrebbe essere un riferimento alla divinità sumerica Inanna, che venne sincretizzata con la dea Ištar durante il regno di Sargon di Akkad. Nel mito della sua discesa agli inferi, Inanna è descritta mentre indossa sette indumenti di lapislazzuli, a simboleggiare il suo potere divino. Una volta catturata dalla regina degli inferi, Inanna viene descritta come composta da lapislazzuli, argento e legno; due di questi materiali, in maniera forse non casuale, sono componenti chiave nella costruzione della Porta di Ištar.

## La Via delle Processioni

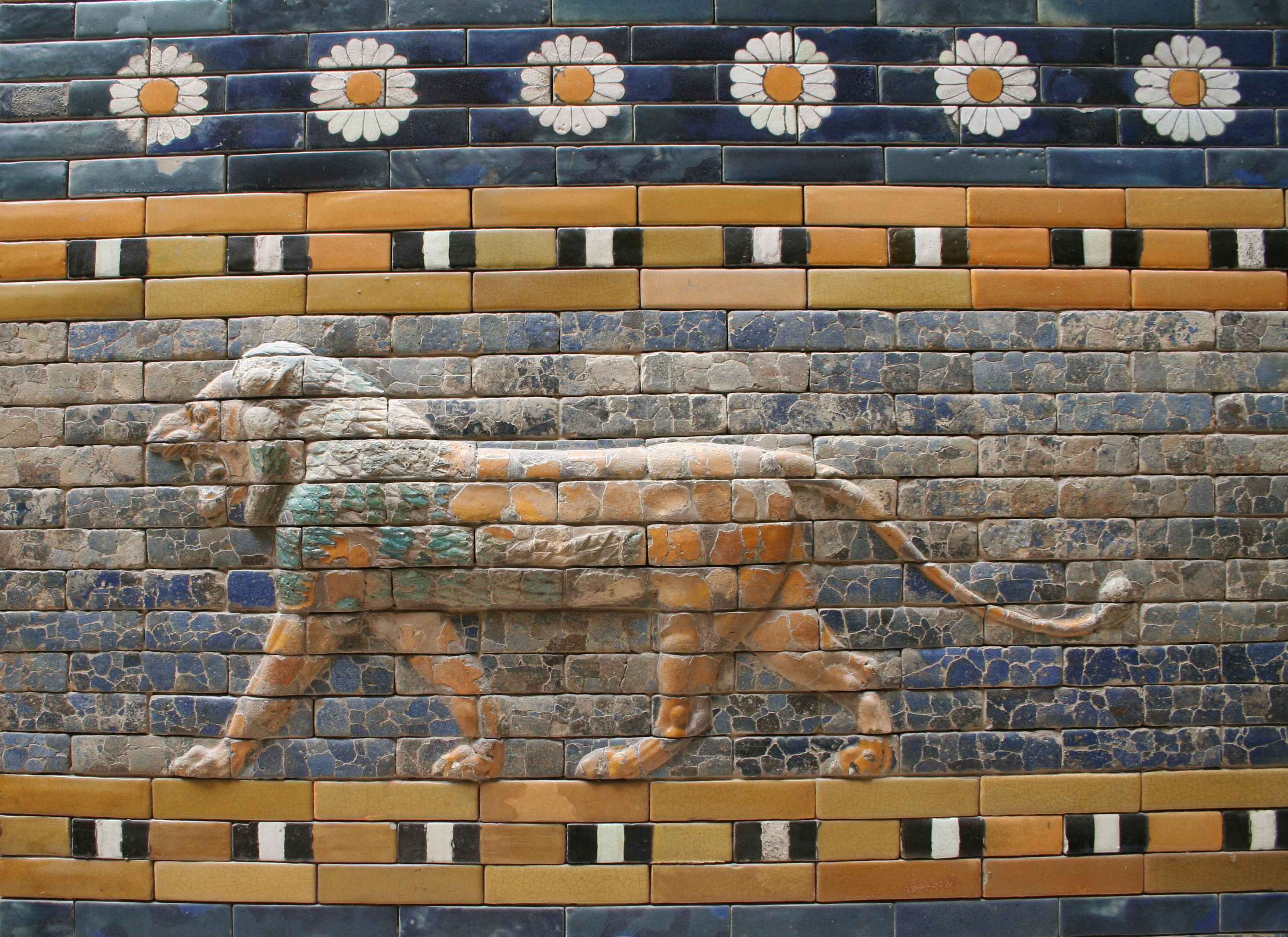
Il leone della Via delle Processioni, sacro alla dea Ištar

Una volta all'anno, la Porta di Ištar e la via processionale che si snodava sotto venivano utilizzate per una processione di Capodanno, la quale faceva parte di una festa religiosa che celebrava l'inizio dell'anno agricolo. A Babilonia, i rituali celebrati in onore di questa festa duravano dodici giorni. I festeggiamenti per il capo d'anno cominciavano subito dopo la raccolta dell'orzo, in occasione dell'equinozio di primavera: questo era il primo giorno dell'antico mese di Nisan, equivalente alla data odierna del 20 o 21 marzo.
La Via delle Processioni, che è stata tracciata per una lunghezza di oltre 800 metri, si estendeva a nord dalla Porta di Ištar ed era fiancheggiata da fregi azzurri, sempre in ceramica invetriata, con immagini in rilievo di leoni, simbolo della dea Ištar, e con le già citate effigi del drago di Marduk, signore degli dei, e del toro di Adad, dio della tempesta.  Adorata come la Signora del Cielo, Ištar rappresentava il potere dell'attrazione sessuale, ed era ritenuta selvaggia e determinata. Simboleggiata dalla stella e dal suo animale sacro, il leone, era anche la dea della guerra e la protettrice delle dinastie regnanti e dei loro eserciti. L'idea di protezione della città è ulteriormente incorporata in questo progetto di porta mediante l'uso di contrafforti merlati lungo entrambi i lati di questo ingresso in città.
Sessanta feroci leoni decorano dunque ogni lato della Via Processionale, con variazioni minime nel colore della pelliccia e delle criniere e della zampa portato avanti (quella sinistra nel lato est, e quella destra nel lato ovest). Ogni leone, composto da quarantasei mattoni disposti in undici file, è raffigurato su uno sfondo di piastrelle smaltate blu. Il leone di Ištar si presentava dunque come l'incarnazione di vivido naturalismo che accresceva ulteriormente la gloria della Via delle Processioni.

## Iscrizione

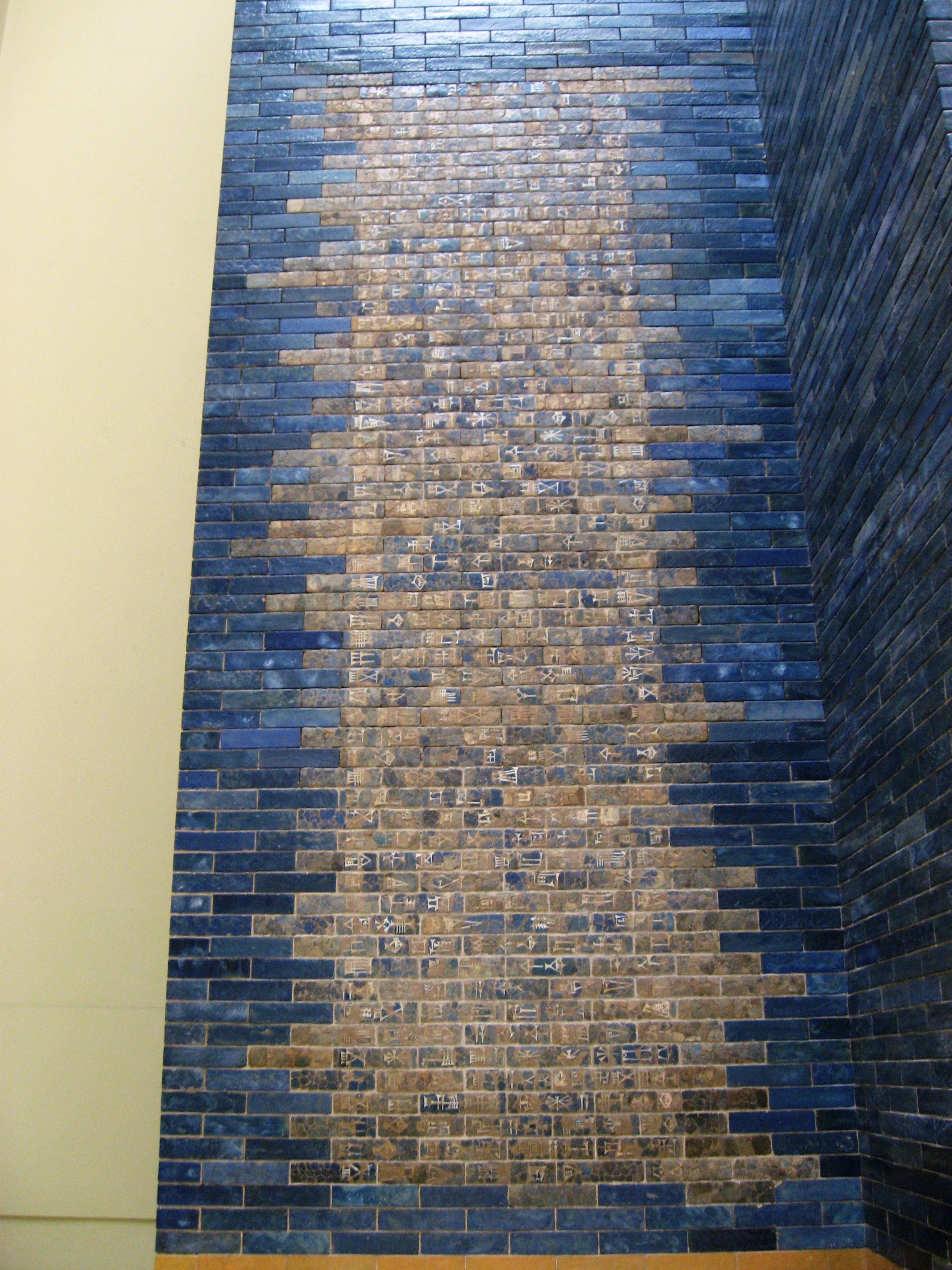
L'iscrizione cuneiforme posta sulla Porta di Ištar

L'iscrizione della Porta di Ištar è scritta in cuneiforme accadico su mattoni smaltati bianchi e blu ed era una dedica di Nabucodonosor per spiegare al popolo le circostanze che hanno condotto all'apertura della Porta stessa. Posta nello stesso periodo della costruzione della porta, essa è alta 15 metri e larga 10 e si articola in sessanta righe:
Entrambi gli ingressi delle porte (delle mura della città) Imgur-Ellil e Nemetti-Ellil in seguito al riempimento della strada da Babilonia erano diventati sempre più bassi. (Pertanto,) ho abbattuto queste porte e ho posto le loro fondamenta a livello della falda acquifera con asfalto e mattoni, e le ho fatte realizzare con mattoni con pietra blu, su cui erano raffigurati meravigliosi tori e draghi. Ho coperto i loro tetti posando maestosi cedri longitudinalmente sopra di essi. A tutte le aperture della Porta ho fissato porte in legno di cedro adornate di bronzo. Ho messo tori selvaggi e draghi feroci sulla costruzione, adornandola così di lussuoso splendore, in modo che l'umanità potesse contemplarli con meraviglia.
Lascio che il tempio di Esiskursiskur, la più alta casa delle feste di Marduk, il signore degli dei, un luogo di gioia e giubilo per le divinità maggiori e minori, sia costruito solido come una montagna nel recinto di Babilonia di asfalto e mattoni cotti.»